# Легенда карти
Легéнда карти (англ. legend, explanation, key, map captions,  map legend, sheet memoir, рос. легенда карты, нім. Zeichenerklärung f, Legende f der Karte) — зведення умовних позначень, використаних на карті, з текстовими поясненнями до них. Звичайно, легенда карти створюються на основі класифікацій об'єктів і явищ, що зображаються, вони стають їх графічною моделлю і часто служать для побудови класифікаторів. Великі і складні легенди карт діляться на розділи і підрозділи.